# Neminem laedere
Neminem laedere é uma expressão em língua latina que significa, após tradução para a língua portuguesa, "a ninguém ofender". No direito é representado como um princípio, que rege a chamada responsabilidade aquiliana, oriunda do descumprimento direto da lei (artigos 186 e 927 do Código Civil Brasileiro). Segundo o jurista brasileiro Fernando da Costa Tourinho Filho, neninem laedere significa que "a ninguém é lícito causar lesão ao direito de outrem", sendo este o fundamento do artigo 186 do Código Civil Brasileiro: "aquele que, por ação ou omissão voluntária, negligência ou imprudência, violar direito e causar dano a outrem, ainda que exclusivamente moral, comete ato ilícito".
A expressão latina vem do Digesto de Ulpiano, que estabelece os três preceitos do Direito Romano: Iuris praecepta sunt haec: honeste vivere, alterum non laedere, suum cuique tribuere — "Os preceitos são estes: viver honestamente, não lesar a outrem, dar a cada um o que é seu".

## Origem
Apesar da origem da expressão ser claramente latina, a origem do pensamento por trás do neminem laedere é grega. Esse preceito demonstra com clareza a filosofia de Epicuro, que considera o direito o resultado entre o compromisso da utilidade, com o escopo de os homens não prejudicarem uns aos outros. O Epicurismo propõe o bem-estar individual e coletivo, por isso se desdobra em neminem laedere, nenhum deve lesar a outrem para não causar sofrimento.

## O Neminem Laedere no Brasil
Na Constituição Federal existem vários dispositivos que regulam não apenas o dever de reparação do dano causado, mas também a sua prevenção. O Artigo 5.º, inciso V, estatui o direito a resposta bem como a indenização por dano material, moral ou à imagem. O inciso X, desse mesmo artigo, regula a proteção de alguns dos direitos da personalidade e a reparação de danos, no caso de violação desses direitos. O inciso XXXV completa o princípio Neminem Laedere, ao estabelecer o direito de ação também estabelece a reparação e prevenção dos danos, isso destinando a responsabilidade ao Poder Judiciário.
Art. 5.º Todos são iguais perante a lei, sem distinção de qualquer natureza, garantindo-se aos brasileiros e aos estrangeiros residentes no País a inviolabilidade do direito à vida, à liberdade, à igualdade, à segurança e à propriedade, nos termos seguintes:

V - é assegurado o direito de resposta, proporcional ao agravo, além da indenização por dano material, moral ou à imagem;
X - são invioláveis a intimidade, a vida privada, a honra e a imagem das pessoas, assegurado o direito a indenização pelo dano material ou moral decorrente de sua violação;

XXXV - a lei não excluirá da apreciação do Poder Judiciário lesão ou ameaça a direito.

A dignidade da pessoa humana, prevista no primeiro artigo da Constituição Federal inciso terceiro, não permite a ofensa física ou moral e protege uma vida digna, ou seja, ultrapassa a proteção prevista no artigo 5.º. Há outro princípio constitucional que relaciona-se com a exigência de não lesar outro: o princípio da solidariedade. 